# Krankel

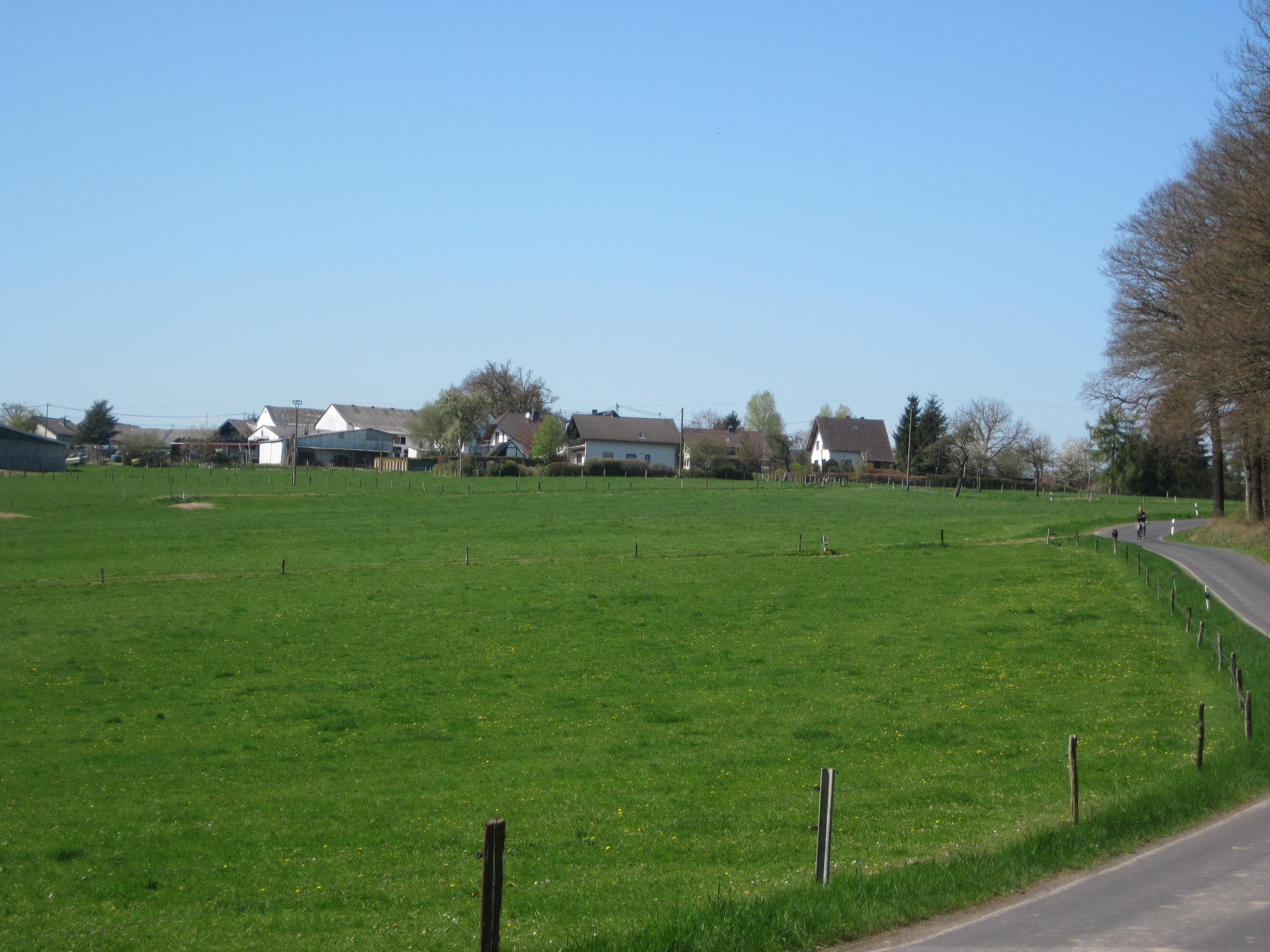
Ortsteil Krankel

Krankel ist ein Ortsteil der Ortsgemeinde Asbach im Landkreis Neuwied im nördlichen Rheinland-Pfalz. Der Ort ist landwirtschaftlich geprägt, entwickelt sich aber zunehmend zu einem Wohnort im Sinne einer Wohngemeinde.

## Geographie
Das Dorf liegt im Niederwesterwald südöstlich des Hauptortes Asbach auf einer Anhöhe oberhalb und nördlich des Dinspeler Bachs. Krankel liegt nahe der Landesstraße 272, die Asbach mit Flammersfeld verbindet. Von Krankel aus führt die Kreisstraße 68 zu dem Asbacher Ortsteil Dinspel und die Kreisstraße 69 zum Ortsteil Kalscheid.

## Geschichte
In der ersten urkundlichen Erwähnung wird 1496 ein zum Besitz der Herren von Ehrenstein gehörender Hof genannt. 1517 auch ein Hof „im Rückers“ (Röckersberg), der später untergegangen ist.
Landesherrlich gehörte Krankel seit dem Mittelalter zum Kurfürstentum Köln und zum Amt Altenwied und war Teil der „Honnschaft Schöneberg“. Nach einer 1660 vom Kölner Kurfürsten Maximilian Heinrich angeordneten Bestandsaufnahme hatte Krankel zwei Höfe, 1787 wurden bereits 20 Häuser und 40 Einwohner gezählt.
Nachdem das Rheinland 1815 zu Preußen gekommen war, gehörte Krankel zur Gemeinde Schöneberg im damals neu gebildeten Kreis Neuwied und wurde zunächst von der Bürgermeisterei Neustadt und ab 1823 von der Bürgermeisterei Asbach verwaltet. Nach einer Volkszählung aus dem Jahr 1885 hatte Krankel 103 Einwohner, die in 19 Häusern lebten. 1931 erhielt Krankel eine eigene Poststelle der Klasse II im Bezirk des Postamts Asbach.
Bis 1974 gehörte Krankel zu der bis dahin eigenständigen Gemeinde Schöneberg. Aus ihr und den gleichzeitig aufgelösten Gemeinden Asbach und Limbach sowie einem Teil der Gemeinde Elsaff wurde am 16. März 1974 die Ortsgemeinde Asbach neu gebildet. 1987 zählte Krankel 124 Einwohner.

## Wendelinuskapelle
Der Vorgängerbau der in der Ortsmitte stehenden Kapelle wurde 1903 fertiggestellt und im Zweiten Weltkrieg weitgehend zerstört. Der Chor der alten Kapelle ist im späteren Neubau als Seitenschiff erhalten.